# Parque Histórico de Sucotai

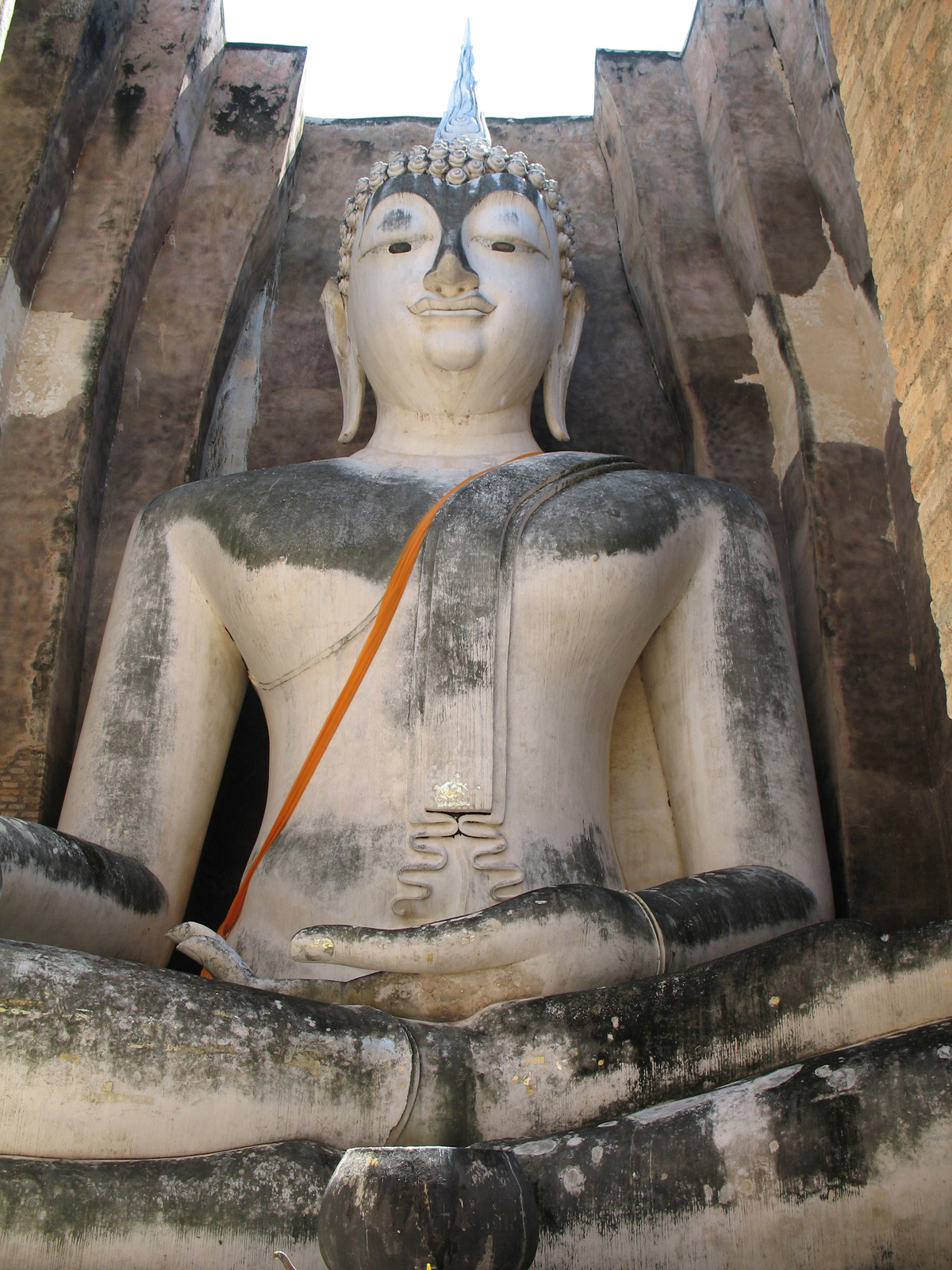
Fra Achana na Capela de Uate Si Chum

| Imagem: Cidade Histórica de Sucotai e Cidades Históricas Associadas | O Parque Histórico de Sucotai está incluído no sítio "Cidade Histórica de Sucotai e Cidades Históricas Associadas", Património Mundial da UNESCO. |  |

O Parque Histórico de Sucotai distancia-se cerca de dez quilómetros da cidade nova de Sucotai, na Tailândia e cobre as ruínas da antiga Sucotai, capital do Reino de Sucotai nos séculos XIII e XIV. O Parque Histórico de Sucotai é composto por ruínas de inúmeros templos, cuja atracção central é o Uate Maatate, o maior mosteiro da Tailândia, prova do majestoso esplendor da arquitectura tailandesa. 
Faz parte do Património Mundial da UNESCO "Cidade Histórica de Sucotai e Cidades Históricas Associadas".

## Ligações Externas
- Turismo Tailandês - Sukhothai